# 堀内昭義
堀内 昭義（ほりうち あきよし、1943年9月16日 - ）は、日本の経済学者（金融論）。東京大学経済学部教授を経て、同大学名誉教授。

## 来歴
神奈川県横浜市出身。1967年に東京大学経済学部を卒業。1973年に東京大学大学院経済学研究科博士課程を修了。
1973年に横浜国立大学経済学部助教授、1978年に一橋大学経済研究所助教授、1984年に東京大学経済学部助教授と歴任し、1986年には東京大学経済学部教授に就任する。東大退官後は、2003年より中央大学総合政策学部教授。日本銀行金融研究所国内顧問。
1973年 - 1974年にかけてのインフレーションを受けて、小宮隆太郎と共に日銀批判の論陣を張った。この時には、マネタリーベースの操作性を否定し、マネーサプライ管理の失敗の責から逃れようとする日本銀行に対して、中央銀行にはマネタリーベースの操作が可能なはずだと主張した。また、日本銀行の窓口規制に対して異を唱えた。堀内は、窓口規制によって都市銀行の貸出量を絞ってみたところで、余剰資金が地方銀行や他の金融機関に流れてしまうので、結局のところ、マクロで見た総貸出量を変化させることは難しいと主張した（結局、同規制は1991年に廃止された）。
その後、1990年代末の深刻な不況に際しては、不良債権問題について分析した。日本銀行の非伝統的金融政策については、小宮と同様、一貫してその効果を疑問視している。2003年6月4日より、日本銀行の参与に選ばれている。

## 著書

### 単著
- 『日本の金融政策』（東洋経済新報社 1980年）
- 『金融論』（東京大学出版会 1990年）
- 『金融の情報通信革命』（東洋経済新報社 1996年）
- 『高齢社会の生命保険事業』（東洋経済新報社 1997年）
- 『金融システムの未来』（岩波書店 1998年）
- 『日本経済と金融危機』（岩波書店 1999年）

### 共著
- 『インセンティブの経済学』（有斐閣 2003年）

### 編著
- 『累積債務と財政金融』（アジア経済研究所 1994年）
- 『国際経済環境と経済調整』（アジア経済研究所 1994年）
- 『金融』（NTT出版 1994年）